# 다마우라촌
다마우라촌(玉浦村)은 1955년까지 미야기현 나토리군에 있던 촌이다. 현재의 이와누마시 동부에 해당한다

## 역사
- 1889년 4월 1일 - 정촌제 시행에 수반해 4촌의 구역으로 다마우라촌이 성립하였다.
- 1955년 4월 1일 : 구 이와누마정, 나토리군 센간촌이 합병해 새로운 이와누마정이 되었다.

## 참고문헌
- 『岩沼市史』（宮城県岩沼市、1984）